# Arkıtça, Kırıkhan
Arkıtça là một xã thuộc huyện Kırıkhan, tỉnh Hatay, Thổ Nhĩ Kỳ. Dân số thời điểm năm 2011 là 301 người.